# Heliconius simplex
Heliconius simplex är en fjärilsart som beskrevs av Riffarth 1906. Heliconius simplex ingår i släktet Heliconius och familjen praktfjärilar. Inga underarter finns listade i Catalogue of Life.